# Voorne aan Zee
Voorne aan Zee is sinds 1 januari 2023 een gemeente binnen de Nederlandse provincie Zuid-Holland. De gemeente telt 74.342 inwoners (bron: CBS). De gemeente ontleent haar naam aan het feit dat de gemeente in het westen van het voormalige eiland Voorne ligt, aan de kant van de zee.

## Geschiedenis
Vanaf 2018 verrichtten de gemeenten Brielle, Hellevoetsluis en Westvoorne onderzoek naar samensmelting op bestuurlijk gebied op een deel van het eiland Voorne van Voorne-Putten. Als eerste werd er onderzocht of de drie afdelingen aan ambtenaren gebundeld konden worden. In 2019 werd gekeken of ook de gemeenteraden gefuseerd konden worden. In het voorjaar van 2020 werd er in de gemeenteraden gestemd voor de fusie. Op 16 december 2020 is het herindelingsontwerp vastgesteld door de drie gemeenteraden. Voor de samensmelting werden drie redenen opgegeven:
- het versterken van de positie van het gebied in de regio
- het verhogen van de kwaliteit van de gemeentelijke dienstverlening
- het versterken van de financiële situatie van de ambtelijke organisatie.

Tot 17 februari 2021 was dit herindelingsontwerp ter reactie aangeboden. Na verwerking van de reacties volgde een herindelingsadvies dat gezonden werd aan het ministerie van Binnenlandse Zaken en Koninkrijksrelaties. De ministerraad is op 24 september 2021 akkoord met de herindeling en stuurde het wetsvoorstel voor advies aan de Raad van State. Na advies door de Raad van State werd op 18 november 2021 het herindelingswetsvoorstel ingediend bij de Tweede Kamer en op 17 mei 2022 heeft de Tweede Kamer het wetsontwerp aangenomen. De Eerste Kamer heeft het voorstel op 12 juli 2022 aangenomen.
Een eerdere werktitel was Voorne. Voor de tenaamstelling moest overleg plaatsvinden met de gemeente Nissewaard; deze gemeente heeft namelijk grondgebied zowel op Voorne als op Putten en wordt geen deel van de nieuwe gemeente. 
Een invoeringsdatum van de herindelingsoperatie was van 1 januari 2023. Op 23 november 2022 werden tussentijdse gemeenteraadsverkiezingen gehouden in Brielle, Hellevoetsluis en Westvoorne. Deze drie gemeenten hebben niet deelgenomen aan de reguliere gemeenteraadsverkiezingen in 2022.

## Kernen
De gemeente heeft 74.342 inwoners en 16 kernen:
| Kern           | Inwoners |
| -------------- | -------- |
| Brielle        | 13.705   |
| Helhoek        | 170      |
| Hellevoetsluis | 39.065   |
| IJzerenbrug    | -        |
| Kruiningergors | 160      |
| Nieuwenhoorn   | 1.190    |
| Nieuw-Helvoet  | 6.180    |
| Oostvoorne     | 8.100    |
| Oudenhoorn     | 1.225    |
| Rockanje       | 6.525    |
| Strype         | 200      |
| Stuifakker     | 600      |
| Tinte          | 250      |
| Vierpolders    | 1.820    |
| Vlotbrug       | -        |
| Zwartewaal     | 1.905    |

## Cultuur

### Monumenten
In de gemeente zijn er een aantal rijksmonumenten, gemeentelijke monumenten, en oorlogsmonumenten, zie:
- Lijst van rijksmonumenten in Voorne aan Zee
- Lijst van gemeentelijke monumenten in Voorne aan Zee
- Lijst van oorlogsmonumenten in Voorne aan Zee
- Lijst van Stolpersteine in Voorne aan Zee

## Politiek en bestuur

#### Gemeenteraad
De gemeenteraadsleden werden tijdens een raadsvergadering op 2 januari 2023 geïnstalleerd.
| Inwonersbelang Voorne | 11     |
| VVD                   | 6      |
| GroenLinks/PvdA       | 4      |
| CDA                   | 3      |
| Partij Voorne aan Zee | 3      |
| BVNL                  | 2      |
| ONS Brielle           | 2      |
| D66                   | 2      |
| FVD                   | 1      |
| Vrij Voorne           | 1      |
| Totaal                | 35     |
| Opkomst               | 38,75% |

#### College van B&W
Met ingang van 1 januari 2023 werd Peter Rehwinkel (PvdA) benoemd tot waarnemend burgemeester van Voorne aan Zee. De coalitie voor de periode 2023-2026 bestaat uit Inwonersbelang Voorne, VVD, Partij Voorne aan Zee en BVNL en hebben een meerderheid van 21 van de 35 zetels. Vijf van de zeven wethouders (2 IBV, 2 VVD en 1 PVaZ) werden tijdens een raadsvergadering op 2 januari 2023 geïnstalleerd. De twee andere wethouders (1 IBV en 1 BVNL) werden tijdens een raadsvergadering op 16 januari 2023 geïnstalleerd. Op 8 mei 2023 werd wethouder Tatjana Sormaz van BVNL door de gemeenteraad ontslagen. Op 11 juli 2024 werd Arno Scheepers (VVD) burgemeester van Voorne aan Zee.
| College van burgemeester en wethouders | College van burgemeester en wethouders | College van burgemeester en wethouders |
| -------------------------------------- | -------------------------------------- | --- |
| Burgemeester                           | Arno Scheepers (VVD)                   | - Openbare orde en veiligheid - Coördinatie van beleid - Dienstverlening en burgerzaken - Bestuur- en kabinetszaken - Communicatie en voorlichting - Participatie, inspraak en interactieve beleidsontwikkeling - Integriteit - Regionale samenwerking, andere overheden en internationale contacten |
| Wethouders                             | Peter Schop (IBV)                      | - 1e locoburgemeester - Mobiliteit - Duurzame energie - Grondbeleid - Wijken en kernen - P&O - Dienstverlening inwoners en Klantcontactcentrum |
| Wethouders                             | Aart Jan Spoon (VVD)                   | - 2e locoburgemeester - Economie - Toerisme - Wonen - Regionale zaken - Inkoop - Jeugd, jongeren en jeugdzorg |
| Wethouders                             | Daan van Orselen PVaZ)                 | - 3e locoburgemeester - Afval - Sport - Woonbedrijf - Havens en kust - Participatie - Zakelijke dienstverlening (ondernemersloket) |
| Wethouders                             | Robert van der Kooi (IBV)              | - 4e locoburgemeester - Financiën - Beheer buitenruimte - Recreatie en evenementen - Interne dienstverlening - Aandeelhouderschap - Onderwijs |
| Wethouders                             | Igor Bal (VVD)                         | - 5e locoburgemeester - Ruimtelijke ontwikkeling en milieu - Vastgoed - Vergunningverlening en handhaving - Intern beheer - Externe communicatie en website |
| Wethouders                             | Janneke Postma (IBV)                   | - 6e locoburgemeester - Volksgezondheid - Welzijn - Kunst en cultuur - Monumenten en erfgoed - Werk en inkomen |

## Aangrenzende gemeenten
| Aangrenzende gemeenten | Aangrenzende gemeenten | Aangrenzende gemeenten | Aangrenzende gemeenten | Aangrenzende gemeenten |
| ---------------------- | ---------------------- | ---------------------- | ---------------------- | ---------------------- |
|                        |                        | Rotterdam              |                        |                        |
|                        |                        |                        |                        |                        |
|                        | Nissewaard             |                        |                        |                        |
|                        |                        |                        |                        |                        |
|                        |                        | Goeree-Overflakkee     |                        |                        |

## Media
- LINQ Media, regionale omroep

Zuid-Holland: Steden en dorpen      Nederland: Provincies · Gemeenten
Albrandswaard · Barendrecht · Capelle aan den IJssel · Delft · Den Haag · Krimpen aan den IJssel · Lansingerland · Leidschendam-Voorburg · Maassluis · Midden-Delfland · Nissewaard · Pijnacker-Nootdorp · Ridderkerk · Rijswijk · Rotterdam · Schiedam · Vlaardingen · Voorne aan Zee · Wassenaar · Westland · Zoetermeer
Alblasserdam · Albrandswaard · Alphen aan den Rijn · Barendrecht · Bodegraven-Reeuwijk · Capelle aan den IJssel · Delft · Den Haag · Dordrecht · Goeree-Overflakkee · Gorinchem · Gouda · Hardinxveld-Giessendam · Hendrik-Ido-Ambacht · Hillegom · Hoeksche Waard · Kaag en Braassem · Katwijk · Krimpen aan den IJssel · Krimpenerwaard · Lansingerland · Leiden · Leiderdorp · Leidschendam-Voorburg · Lisse · Maassluis · Midden-Delfland · Molenlanden · Nieuwkoop · Nissewaard · Noordwijk · Oegstgeest · Papendrecht · Pijnacker-Nootdorp · Ridderkerk · Rijswijk · Rotterdam · Schiedam · Sliedrecht · Teylingen · Vlaardingen · Voorne aan Zee · Voorschoten · Waddinxveen · Wassenaar · Westland · Zoetermeer · Zoeterwoude · Zuidplas · Zwijndrecht

Steden en dorpen · Voormalige gemeenten · Nederland: Provincies · Gemeenten